# Hopkins (Missouri)
Hopkins és una població dels Estats Units a l'estat de Missouri. Segons el cens del 2000 tenia 579 habitants.

## Demografia
Segons el cens del 2000, Hopkins tenia 579 habitants, 235 habitatges, i 167 famílies. La densitat de població era de 310,5 habitants per km².
Dels 235 habitatges en un 32,3% hi vivien nens de menys de 18 anys, en un 57,4% hi vivien parelles casades, en un 8,5% dones solteres, i en un 28,9% no eren unitats familiars. En el 26% dels habitatges hi vivien persones soles el 12,3% de les quals corresponia a persones de 65 anys o més que vivien soles. El nombre mitjà de persones vivint en cada habitatge era de 2,46 i el nombre mitjà de persones que vivien en cada família era de 2,98.
Per edats la població es repartia de la següent manera: un 26,1% tenia menys de 18 anys, un 12,1% entre 18 i 24, un 25,6% entre 25 i 44, un 20,2% de 45 a 60, i un 16,1% 65 anys o més.
L'edat mediana era de 35 anys. Per cada 100 dones de 18 o més anys hi havia 91,9 homes.
La renda mediana per habitatge era de 28.194 $ i la renda mediana per família de 32.500 $. Els homes tenien una renda mediana de 27.500 $ mentre que les dones 21.932 $. La renda per capita de la població era de 13.378 $. Entorn del 12,6% de les famílies i el 14,5% de la població estaven per davall del llindar de pobresa.

## Poblacions més properes
El següent diagrama mostra les poblacions més properes.